# Campionati del mondo di ciclismo su pista 2022 - Keirin femminile
La gara di keirin femminile ai Campionati del mondo di ciclismo su pista 2022 si è svolta il 16 ottobre 2022. Vi hanno gareggiato in totale 28 atlete da 20 nazioni.

## Podio
| Pos.    | Atleta               | Nazione     |
| ------- | -------------------- | ----------- |
| Oro     | Lea Friedrich        | Germania    |
| Argento | Mina Sato            | Giappone    |
| Bronzo  | Steffie van der Peet | Paesi Bassi |

## Risultati

### Primo turno[3]
Le prime due di ogni batteria si qualificano per i quarti di finale, tutte le altre non qualificate partecipano al ripescaggio.
Batteria 1
| Posizione | Atleta               | Nazione     | Tempo/Gap | Note |
| --------- | -------------------- | ----------- | --------- | ---- |
| 1         | Lea Friedrich        | Germania    | 11.080    | Q    |
| 2         | Helena Casas         | Spagna      | +0.137    | Q    |
| 3         | Nicky Degrendele     | Belgio      | +0.155    |      |
| 4         | Steffie van der Peet | Paesi Bassi | +0.221    |      |
| 5         | Marlena Karwacka     | Polonia     | +0.267    |      |

Batteria 2
| Posizione | Atleta                   | Nazione     | Tempo/Gap | Note |
| --------- | ------------------------ | ----------- | --------- | ---- |
| 1         | Shanne Braspennincx      | Paesi Bassi | 11.077    | Q    |
| 2         | Olena Starikova          | Ucraina     | +0.041    | Q    |
| 3         | Mina Sato                | Giappone    | +0.047    |      |
| 4         | Alessa-Catriona Pröpster | Germania    | +0.053    |      |
| 5         | Yeung Cho Yiu            | Hong Kong   | +0.183    |      |

Batteria 3
| Posizione | Atleta            | Nazione       | Tempo/Gap | Note |
| --------- | ----------------- | ------------- | --------- | ---- |
| 1         | Mathilde Gros     | Francia       | 11.257    | Q    |
| 2         | Riyu Ohta         | Giappone      | +0.052    | Q    |
| 3         | Sophie Capewell   | Gran Bretagna | +0.134    |      |
| 4         | Miriam Vece       | Italia        | +0.730    |      |
| 5         | Anis Amira Rosidi | Malaysia      | +0.852    |      |
| 6         | Jackie Boyle      | Canada        | +0.884    |      |

Batteria 4
| Posizione | Atleta               | Nazione       | Tempo/Gap | Note |
| --------- | -------------------- | ------------- | --------- | ---- |
| 1         | Kelsey Mitchell      | Canada        | 11.091    | Q    |
| 2         | Ellesse Andrews      | Nuova Zelanda | +0.140    | Q    |
| 3         | Kristina Clonan      | Australia     | +0.160    |      |
| 4         | Veronika Jaborníková | Rep. Ceca     | +0.524    |      |
| 5         | Bao Shanju           | Cina          | +1.584    |      |
| -         | Kayla Hankins        | Stati Uniti   | DNF       | DNF  |

Batteria 5
| Posizione | Atleta                   | Nazione  | Tempo/Gap | Note |
| --------- | ------------------------ | -------- | --------- | ---- |
| 1         | Taky Marie-Divine Kouamé | Francia  | 11.171    | Q    |
| 2         | Martha Bayona            | Colombia | +0.028    | Q    |
| 3         | Urszula Łoś              | Polonia  | +0.085    |      |
| 4         | Daniela Gaxiola          | Messico  | +0.200    |      |
| 5         | Fuko Umekawa             | Giappone | +0.569    |      |
| 6         | Lauriane Genest          | Canada   | +0.768    |      |

### Ripescaggi[4]
Le prime due di ogni batteria accedono ai quarti di finale.
Batteria 1
| Posizione | Atleta               | Nazione   | Tempo/Gap | Note |
| --------- | -------------------- | --------- | --------- | ---- |
| 1         | Daniela Gaxiola      | Messico   | 11.131    | Q    |
| 2         | Jackie Boyle         | Canada    | +0.078    | Q    |
| 3         | Nicky Degrendele     | Belgio    | +0.131    |      |
| 4         | Veronika Jaborníková | Rep. Ceca | +0.180    |      |

Batteria 2
| Posizione | Atleta               | Nazione     | Tempo/Gap | Note |
| --------- | -------------------- | ----------- | --------- | ---- |
| 1         | Mina Sato            | Giappone    | 11.062    | Q    |
| 2         | Steffie van der Peet | Paesi Bassi | +0.082    | Q    |
| 3         | Miriam Vece          | Italia      | +0.453    |      |
| 4         | Fuko Umekawa         | Giappone    | +1.059    |      |
| -         | Kayla Hankins        | Stati Uniti | DNS       | DNS  |

Batteria 3
| Posizione | Atleta                   | Nazione       | Tempo/Gap | Note |
| --------- | ------------------------ | ------------- | --------- | ---- |
| 1         | Sophie Capewell          | Gran Bretagna | 11.284    | Q    |
| 2         | Marlena Karwacka         | Polonia       | +0.079    | Q    |
| 3         | Alessa-Catriona Pröpster | Germania      | +0.209    |      |
| 4         | Lauriane Genest          | Canada        | +0.315    |      |
| 5         | Bao Shanju               | Cina          | +0.423    |      |

Batteria 4
| Posizione | Atleta            | Nazione   | Tempo/Gap | Note |
| --------- | ----------------- | --------- | --------- | ---- |
| 1         | Urszula Łoś       | Polonia   | 11.372    | Q    |
| 2         | Kristina Clonan   | Australia | +0.183    | Q    |
| 3         | Anis Amira Rosidi | Malaysia  | +0.301    |      |
| 4         | Yeung Cho Yiu     | Hong Kong | +0.426    |      |

### Quarti di finale[5]
Le prime 4 di ogni batteria accedono alle semifinali.
Quarto di finale 1
| Posizione | Atleta          | Nazione       | Tempo/Gap | Note |
| --------- | --------------- | ------------- | --------- | ---- |
| 1         | Mina Sato       | Giappone      | 10.948    | Q    |
| 2         | Sophie Capewell | Gran Bretagna | +0.457    | Q    |
| 3         | Lea Friedrich   | Germania      | +0.589    | Q    |
| 4         | Kelsey Mitchell | Canada        | +0.600    | Q    |
| 5         | Kristina Clonan | Australia     | +0.707    |      |
| 6         | Olena Starikova | Ucraina       | +0.816    |      |

Quarto di finale 2
| Posizione | Atleta                   | Nazione     | Tempo/Gap | Note |
| --------- | ------------------------ | ----------- | --------- | ---- |
| 1         | Shanne Braspennincx      | Paesi Bassi | 10.776    | Q    |
| 2         | Daniela Gaxiola          | Messico     | +0.263    | Q    |
| 3         | Taky Marie-Divine Kouamé | Francia     | +0.398    | Q    |
| 4         | Urszula Łoś              | Polonia     | +0.448    | Q    |
| 5         | Riyu Ohta                | Giappone    | +0.914    |      |
| 6         | Marlena Karwacka         | Polonia     | +0.943    |      |

Quarto di finale 3
| Posizione | Atleta               | Nazione       | Tempo/Gap | Note |
| --------- | -------------------- | ------------- | --------- | ---- |
| 1         | Martha Bayona        | Colombia      | 11.189    | Q    |
| 2         | Mathilde Gros        | Francia       | +0.015    | Q    |
| 3         | Ellesse Andrews      | Nuova Zelanda | +0.027    | Q    |
| 4         | Steffie van der Peet | Paesi Bassi   | +0.050    | Q    |
| 5         | Helena Casas         | Spagna        | +0.107    |      |
| 6         | Jackie Boyle         | Canada        | +0.180    |      |

### Semifinali[6]
Le prime 3 di ogni batteria accedono alla finale, tutte le altre partecipano alla finale per il settimo posto ("small final").
Semifinale 1
| Posizione | Atleta                   | Nazione       | Tempo/Gap | Note |
| --------- | ------------------------ | ------------- | --------- | ---- |
| 1         | Mina Sato                | Giappone      | 11.080    | QA   |
| 2         | Steffie van der Peet     | Paesi Bassi   | +0.062    | QA   |
| 3         | Ellesse Andrews          | Nuova Zelanda | +0.082    | QA   |
| 4         | Daniela Gaxiola          | Messico       | +0.147    | QB   |
| 5         | Sophie Capewell          | Gran Bretagna | +0.259    | QB   |
| 6         | Taky Marie-Divine Kouamé | Francia       | +1.671    | QB   |

Semifinale 2
| Posizione | Atleta              | Nazione     | Tempo/Gap | Note |
| --------- | ------------------- | ----------- | --------- | ---- |
| 1         | Shanne Braspennincx | Paesi Bassi | 10.905    | QA   |
| 2         | Lea Friedrich       | Germania    | +0.022    | QA   |
| 3         | Mathilde Gros       | Francia     | +0.065    | QA   |
| 4         | Urszula Łoś         | Polonia     | +0.099    | QB   |
| 5         | Martha Bayona       | Colombia    | +0.153    | QB   |
| 6         | Kelsey Mitchell     | Canada      | +0.245    | QB   |

### Finali[7]
Finale per l'oro
| Posizione | Atleta               | Nazione       | Tempo/Gap | Note |
| --------- | -------------------- | ------------- | --------- | ---- |
| 1         | Lea Friedrich        | Germania      | 11.184    |      |
| 2         | Mina Sato            | Giappone      | +0.042    |      |
| 3         | Steffie van der Peet | Paesi Bassi   | +0.091    |      |
| 4         | Mathilde Gros        | Francia       | +0.091    |      |
| 5         | Ellesse Andrews      | Nuova Zelanda | +0.192    |      |
| 6         | Shanne Braspennincx  | Paesi Bassi   | +0.237    |      |

Finale per il settimo posto
| Posizione | Atleta                   | Nazione       | Tempo/Gap | Note |
| --------- | ------------------------ | ------------- | --------- | ---- |
| 7         | Martha Bayona            | Colombia      | 11.084    |      |
| 8         | Taky Marie-Divine Kouamé | Francia       | +0.015    |      |
| 9         | Daniela Gaxiola          | Messico       | +0.102    |      |
| 10        | Urszula Łoś              | Polonia       | +0.137    |      |
| 11        | Kelsey Mitchell          | Canada        | +0.280    |      |
| 12        | Sophie Capewell          | Gran Bretagna | REL       |      |